# Імпульсивність
Імпульсивність — риса характеру, що виражається в схильності діяти без достатнього свідомого контролю, під впливом зовнішніх обставин або в силу емоційних переживань. Як вікова особливість імпульсивність проявляється переважно в дітей дошкільного та молодшого шкільного віку, що обумовлено недостатньою сформованістю функції контролю за поведінкою. При нормальному розвитку така форма імпульсивності достатньо оптимально коректується у спільних іграх дітей, в яких виконання рольових правил вимагає стримування своїх безпосередніх спонукань і врахування інтересів інших гравців, а також трохи пізніше в навчальній діяльності. При досягненні підліткового віку імпульсивність знову може виявлятися як вікова особливість, пов'язана вже з підвищенням емоційної збудливості в цьому віці.
Для діагностики імпульсивності використовують спеціальні тести і опитувальники, наприклад Matching Familiar Figure Test Дж. Кагана, опитувальник імпульсивності С. і Г. Айзенків та самодіагностичний тест імпульсивності Барратта (BIS-11).
| Псі, буква грецького алфавіту, символ психології | Це незавершена стаття з психології. Ви можете допомогти проєкту, виправивши або дописавши її. |